# 哈特基 (特諾皮爾州)
49°27′26″N 25°32′13″E / 49.45722°N 25.53694°E
哈特基（羅馬化：Khatky）是烏克蘭的村落，位於該國西部捷爾諾波爾州，由捷爾諾波爾區負責管轄，始建於1848年，面積0.38平方公里，2001年該村落人口51。